# Noel Chama
Noel Alí Chama Almazán (ur. 15 września 1997) – meksykański lekkoatleta specjalizujący się w chodzie sportowym.
W 2014 sięgnął po złoto mistrzostw Ameryki Środkowej i Karaibów juniorów oraz stanął na najniższym stopniu podium igrzysk olimpijskich młodzieży w Nankin.
Rekord życiowy w chodzie na 20 kilometrów: 1:19:21 (18 maja 2024, A Coruña).

## Osiągnięcia
| Rok  | Impreza                                           | Miejsce      | Konkurencja                      | Lokata      | Wynik      |
| ---- | ------------------------------------------------- | ------------ | -------------------------------- | ----------- | ---------- |
| 2014 | Mistrzostwa Ameryki Środkowej i Karaibów juniorów | Morelia      | chód na 10 000 metrów            | 1. miejsce  | 42:45,24   |
| 2014 | Igrzyska olimpijskie młodzieży                    | Nankin       | chód na 10 000 metrów            | 3. miejsce  | 42:14,11   |
| 2016 | Drużynowe mistrzostwa świata w chodzie            | Rzym         | chód na 10 kilometrów (juniorów) | 3. miejsce  | 40:29      |
| 2016 | Mistrzostwa świata juniorów                       | Bydgoszcz    | chód na 10 000 metrów            | 7. miejsce  | 41:29,28   |
| 2021 | Igrzyska olimpijskie                              | Tokio        | chód na 20 kilometrów            | 38. miejsce | 1:28:23    |
| 2022 | Drużynowe mistrzostwa świata w chodzie            | Maskat       | chód na 20 kilometrów            | 8. miejsce  | 1:25:52    |
| 2022 | Mistrzostwa NACAC                                 | Freeport     | chód na 20 000 metrów            | 4. miejsce  | 1:31:50,18 |
| 2023 | Igrzyska Ameryki Środkowej i Karaibów             | San Salvador | chód na 20 kilometrów            | 3. miejsce  | 1:23:09    |
| 2023 | Mistrzostwa świata                                | Budapeszt    | chód na 20 kilometrów            | 25. miejsce | 1:21:51    |
| 2024 | Drużynowe mistrzostwa świata w chodzie            | Antalya      | chód na 20 kilometrów            | 26. miejsce | 1:22:04    |
| 2024 | Igrzyska olimpijskie                              | Paryż        | chód na 20 kilometrów            | 13. miejsce | 1:20:19    |